# Énergie au Paraguay
Le secteur de l'énergie au Paraguay est important à l'échelle continentale : si ce petit pays de sept millions d'habitants a une consommation énergétique d'énergie limitée, il est un exportateur majeur d'électricité, grâce à sa très importante production hydroélectrique. 

## Secteur des hydrocarbures

### Amont
Le Paraguay n'a aucune production de pétrole, de gaz ou de charbon. Des travaux d'exploration pétrolière ont cependant été conduits à plusieurs reprises depuis 1945. 

### Aval
Le Paraguay ne possède aucune raffinerie de pétrole et importe de ses voisins la totalité des carburants qu'il consomme, principalement du gazole pour les transports. La consommation est modeste, estimée en 2015 à 38 000 barils par la CIA, et dominée par le secteur des transports.

## Secteur électrique

### Hydroélectricité

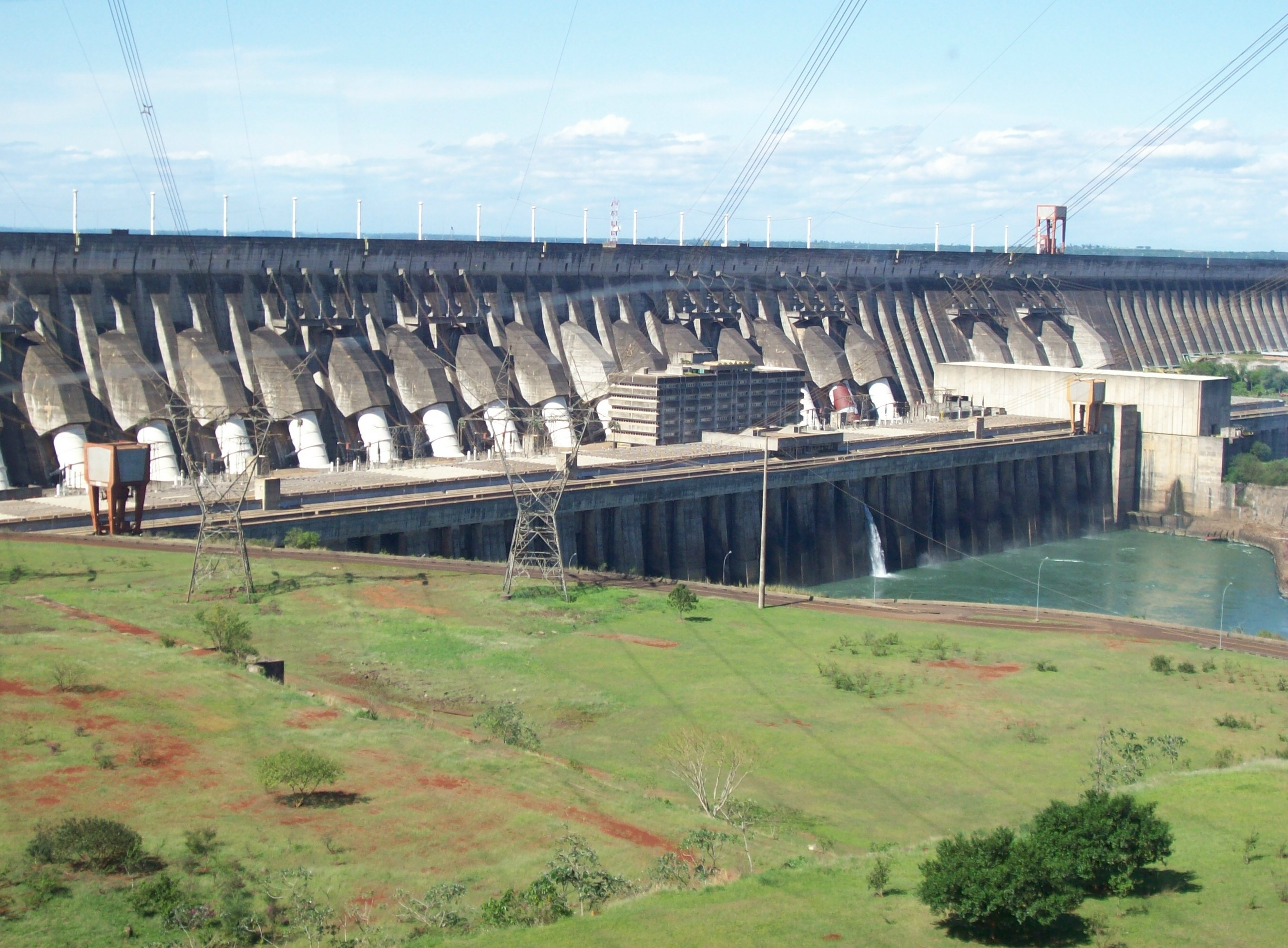

Les deux énormes barrages situés sur le rio Paraná sont détenus à 50/50 avec les pays frontaliers : le barrage d'Itaipu à la frontière brésilienne, et celui de Yacyretá à la frontière argentine.
La production hydroélectrique du Paraguay s'est élevée à 59,1 TWh en 2018, au 13e rang mondial avec 1,4 % de la production mondiale, loin derrière la Chine (1 232,9 TWh), le Brésil (417,9 TWh) et  le Canada (381,2 TWh). L'Amérique du sud a subi un épisode de La Niña faible au cours de l'été 2017-2018, causant une sécheresse sévère.  La puissance installée des centrales hydroélectriques du Paraguay atteignait 8 810 MW fin 2018, au 15e rang mondial avec 0,7 % du total mondial, loin derrière la Chine (352 260 MW), le Brésil (104 139 MW) et les États-Unis (102 745 MW). La centrale d'Itaipu (14 000 MW, dont 50 % pour le Paraguay) a commencé en 2018 une campagne de modernisation de dix ans ; l'entreprise publique paraguayenne ANDE réhabilite, avec des financements de la Banque interaméricaine de développement, sa centrale d'Acaray (200 MW) ; la centrale binationale argentino-paraguayenne de Yacyretá est aussi en cours de réhabilitation et d'extension avec (270 MW) supplémentaires qui accroitront sa production de 10 %.

### Exportations
La production des barrages représente environ quatre fois les besoins en électricité du Paraguay, 
En 2016 les exportations d'électricité ont contribué pour 2,13 milliards de dollars à la balance commerciale du pays, soit 23 % du total de ses exportations .

### Consommation
Selon la banque mondiale, la quasi-totalité de la population a accès à l'électricité : 98,4 % en 2016. Le réseau fonctionne en 50 hertz et la tension au niveau domestique est de 220 volts.